# Gustav Deharde

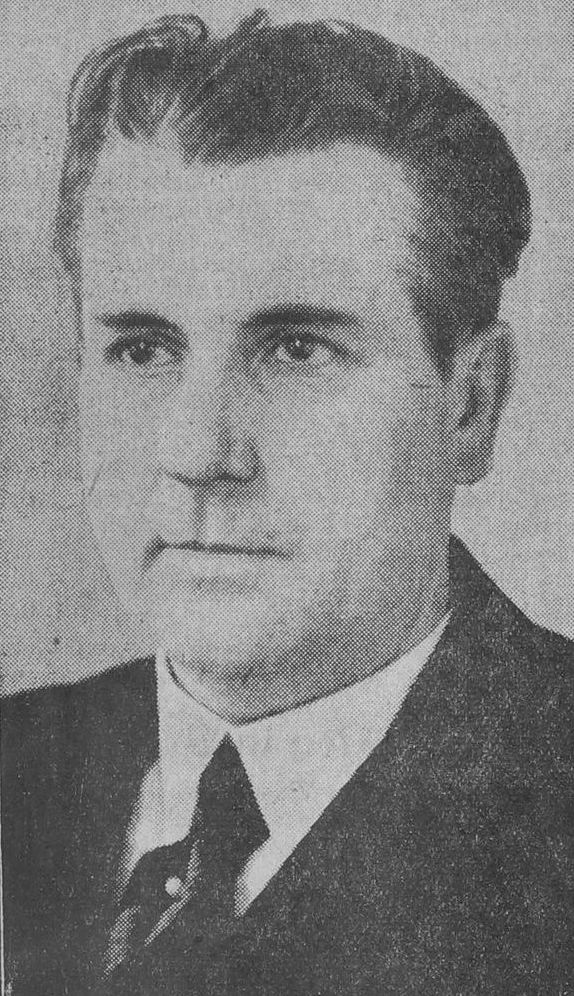
Gustav Deharde, um 1937

Gustav Deharde (* 13. Januar 1893 in Lohne; † 1968) war ein deutscher Theaterregisseur und -intendant. 

## Leben und Wirken
Deharde trat zum 1. Mai 1933 der NSDAP bei (Mitgliedsnummer 1.849.957). Von 1935 bis 1937 war er Theaterintendant in Schwerin und von 1937 bis 1945 Generalintendant am Staatstheater Stuttgart. Nach dem Krieg übersiedelte er nach Wilhelmshaven. Von dort aus drängte er die Stuttgarter Spruchkammer, sein Entnazifizierungsverfahren voranzutreiben, damit seine seit zwei Jahren erzwungene Untätigkeit ein Ende finden möge. Deharde begründete seinen Beitritt zur NSDAP mit dem Druck, der auf ihn ausgeübt worden sei, nachdem er in 1933 Bremerhaven als Intendant begonnen habe. In die SA sei er 1937 eingetreten, um im Ringen mit den NS-Parteistellen und der Landesregierung um das Stuttgarter Staatstheater, dessen Leitung er 1935 übernahm, formal Rückenstärkung zu erhalten. Mehrere Zeugen bestätigten, dass der Generalintendant ständig Gefahr lief, aus seinem Amt entfernt zu werden. Ferner bestätigten Zeugen, dass er die SA-Uniform nur zu ganz wenigen Anlässen, wenn es sich nicht vermeiden ließ, getragen habe. Einen Hitlergruß im Orchestergraben habe es unter Dehardes Ägide am Stuttgarter Staatstheater nicht gegeben. Schließlich wurde das Verfahren Anfang 1949 eingestellt und Deharde entlastet. Er war folgend noch Intendant an den Städtischen Bühnen Ulm sowie in Gelsenkirchen, wo er die junge unbekannte Marilyn Horne als Zwischenfachsängerin engagierte.